# 宽齿兔唇花
宽齿兔唇花（学名：Lagochilus iliensis）为唇形科兔唇花属下的一个种。

## 扩展阅读
- 維基物種上的相關：宽齿兔唇花